# Généralité de Bourges
1542–1789
(483 ans)
Entités précédentes :
- Création

Entités suivantes :
- Cher
- Indre
- Nièvre
- Haute-Vienne
- Vienne

La généralité de Bourges est une circonscription administrative du Berry créée en 1542. Cette ville est siège d'une des dix-sept recettes générales créées par Henri II et confiées à des trésoriers généraux (Édit donné à Blois en janvier 1551).
À la fin de l'Ancien Régime la généralité de Bourges se composait de sept élections ; la généralité de Bourges comptait vingt-trois subdélégations à la même époque.

## Liste des circonscriptions administratives
La généralité étant une des circonscriptions administratives majeures, la connaissance historique du territoire concerné passe par l'inventaire des circonscriptions inférieures de toute nature. Cet inventaire est la base d'une exploration des archives réparties entre les différentes archives départementales des départements compris dans la généralité.
Cette liste ne comporte pas les bailliages (voir ci-dessous), leurs appellations exactes restant à confirmer.
- Élection du Blanc

L'élection du Blanc fut une élection de la généralité de Poitiers avant 1568. Elle passa à une date inconnue à celle de Limoges (à laquelle elle appartient en 1594), puis fut rattachée à Bourges après 1643.
- - Subdélégation du Blanc
  - Subdélégation de La Souterraine
  - Subdélégation de Saint-Benoît-du-Sault
- Élection de Bourges

Initialement, l'élection de Bourges avait un ressort considérable. Il fut fortement réduit lors de la création de l'élection d'Issoudun en décembre 1654 puis de celle de La Châtre en août 1654. Elle fut encore amputée de 22 paroisses lors de la création de l'élection de La Charité-sur-Loire en 1696. 
- - Subdélégation d'Aubigny (Aubigny-sur-Nère)
  - Subdélégation de Bourges
  - Subdélégation de Dun-le-Roi (Dun-sur-Auron)
  - Subdélégation de Mehun (Mehun-sur-Yèvre)
  - Subdélégation de Nérondes
  - Subdélégation de Sancerre
  - Subdélégation de Sancoins
  - Subdélégation de Selles (Selles-sur-Cher)
  - Subdélégation de Vierzon
- Élection de La Charité-sur-Loire

L'histoire de l'élection de La Charité-sur-Loire est complexe. Elle fut créée en mai 1635, puis supprimée en août 1661, et rétablie en 1669. En février 1696, sa circonscription est modifiée (par transfert de paroisses des élections de Gien, Nevers et Bourges) et elle passe à la généralité d'Orléans. Dès le mois d'août de cette même année 1696, elle est réintégrée à la généralité de Bourges. 
- - Subdélégation de La Charité-sur-Loire
  - Subdélégation de Pouilly-sur-Loire
- Élection de Châteauroux

Issue du "diocèse-élection" de Bourges, l'élection de Châteauroux fut créée entre 1557 et 1583, mais un arrêt du 10 septembre 1590. Rétablie avant 1605, elle fut alors maintenu jusqu'à la Révolution. 
- - Subdélégation de Châteauroux
  - Subdélégation de Châtillon-sur-Indre
- Élection de La Châtre

L'élection de La Châtre a été formée en août 1685.
- - Subdélégation d'Argenton
  - Subdélégation de La Châtre
- Élection de Issoudun

L'élection d'Issoudun existait à la fin du XVIe siècle. Elle fut supprimée au profit de celle de Bourges au début du XVIIe, et fut rétablie définitivement en décembre 1654.
- - Subdélégation de Boussac
  - Subdélégation de Châteauneuf-sur-Cher
  - Subdélégation de Issoudun
  - Subdélégation de Levroux
- Élection de Saint-Amand
  - Subdélégation de Saint-Amand

## La généralité d'après le Règlement général du 24 janvier 1789 (États généraux)
Bailliage principal et ses bailliages secondaires :
- Bailliage de Bourges, 16 députés (Châteauroux, Concressault, Dun-le-Roi, Henrichemont, Issoudun, Mehun-sur-Yèvre, Vierzon).